# Sedmý terč
Sedmý terč (v originále La Septième Cible) je francouzský hraný film z roku 1984, který režíroval Claude Pinoteau podle vlastního scénáře. Snímek měl světovou premiéru dne 19. prosince 1984.

## Děj
Bastien Grimaldi je bývalý reportér, nyní spisovatel. Jednoho večera se stane obětí útoku skupiny mužů a stejně tak i druhý den a rovněž začne dostávat telefonické výhrůžky. Když mu jednoho večera před očima vybuchne auto, rozhodne se podat stížnost. Policie mu však nevěří, Bastien proto vede vyšetřování na vlastní pěst.
Jednoho večera mu jeho starý přítel Jean Michelis, přinese novinový článek, který popisuje podobná fakta. Rakouský skladatel se během svého pobytu ve Skotsku stal terčem tří útoků. Článek je doplněn fotografií, kde Bastien mezi skupinou golfistů rozpoznává jednu tvář. Muže, kterého si během svého osobního vyšetřování dvakrát všiml na letišti v Roissy. S využitím svých bývalých kolegů z mezinárodního tisku se mu podaří zjistit, že se jedná o jistého Hagnera, švýcarského obchodníka se starožitnostmi se sídlem v Paříži. Bastien jde do obchodu se starožitnostmi, ale William Hagner se vůbec nepodobá muži na fotografii. Navíc obchodník prohlašuje, že nechápe, co Bastien říká.
Téhož večera dostane další výhružný telefonát, který konečně vysvětlil důvod útoků. Musí zaplatit obrovské výkupné z prodeje starých obrazů, jež údajně vlastní Bastienova matka. Policie konečně uvěří Bastienově verzi událostí. Muž na fotografii je Sylvain Hagner, mezinárodní podvodník. Obchodník se starožitnostmi William Hagner je jeho bratr, ale tvrdí, že se Sylvainem před lety přerušil veškerý kontakt. Policie uvádí, že existují i další podobné případy. Takže Bastien by byl sedmým cílem.
Nastane den první platby výkupného. Policie podniká kroky. Jeden z kompliců je během přestřelky zabit, ale druhý je zatčen. Jeho doznání vedla k zatčení mnoha dalších kompliců, ale zdá se, že žádný z nich o Hagnerovi neslyšel. Vyšetřovatelé usoudí, že se jedná pouze o nízko postavené poskoky a že jejich vůdcem musel být muž zabitý při přestřelce. Téhož večera byl Jean Michelis vážně zraněn autem. Bastien pochopí, že Hagnerův gang je stále aktivní.
Při návštěvě své matky Bastien objeví několik dílků skládačky, které mu chyběly. Jeho matka ve skutečnosti vlastní čtyři mistrovská díla, která zdědila po milenci, ale která ukryla. Pak se dozví, že jeho adoptivní dcera Laura, která se stala profesionální houslistkou a často cestuje, se o existenci těchto obrazů náhodou dozvěděla. A nakonec mu matka řekne, že ji Laura před dvěma dny navštívila a přinesla jí dárek hrací skříňka s figurkou houslisty navrchu. Bastien si pamatuje, že tento předmět viděl v obchodě Williama Hagnera. Dovozuje, že klíčem k celé záležitosti je jeho vlastní adoptivní dcera.
Bastien okamžitě odlétá do Západního Berlína, kde má jeho dcera nahradit sólistku ve filharmonickém orchestru. Rychle najde svou dceru, která se mu přizná, že je Hagnerovou milenkou, že je do něj šíleně zamilovaná a že o jeho skutečných aktivitách nic neví. Večer, po koncertě, se oba muži setkali. Hagner prchá autem, pronásledován Bastienem. Honička končí u bran Východního Berlína smrtí podvodníka.

## Obsazení
| Lino Ventura        | Bastien Grimaldi           |
| Lea Massari         | Nelly Renoir               |
| Jean Poiret         | Jean Michelis              |
| Elizabeth Bourgine  | Laura                      |
| Béatrice Agenin     | Catherine                  |
| Robert Hoffmann     | Hagner                     |
| Jean-Pierre Bacri   | inspektor Daniel Esperanza |
| Roger Planchon      | komisař Paillard           |
| Francis Lemaire     | řidič Fiatu Uno            |
| Jean-François Rémi  | William Hagner             |
| Michael Morris      | Claiborne                  |
| Erick Desmarestz    | inspektor Buvard           |
| Mario Pilar         | zaměstnanec v Roissy       |
| Jean-Jacques Moreau | Bolek                      |
| Karol Beffa         | Pierre                     |
| Lina Volonghi       | Bastienova matka           |
| Annick Alane        | Gabrielle                  |
| Sylvie Orcier       | paní Bolek                 |
| Vania Vilers        | manžel Catherine           |
| Robert Laffont      | sám sebe                   |
| Madeleine Barbulée  | vetešník                   |
| Janine Souchon      | obchodník s obuví          |
| Nicolas Silberg     | policista                  |
| Micheline Bourday   | milenka antikváře Hagnera  |